# Canaã dos Carajás
Canaã dos Carajás é um município brasileiro do interior do estado do Pará, Região Norte do país. Localiza-se a uma latitude 06º29'49" sul e a uma longitude 49º52'42" oeste, estando a uma altitude de 210 metros. Sua população  em 2023 é de 77 079 habitantes, conforme dados do Instituto Brasileiro de Geografia e Estatística (IBGE) de 2022. Segundo o censo, foi a cidade que mais cresceu no Brasil, quase triplicando a sua população entre 2010 e 2022.
É um município com expressiva indústria de extração mineral, tendo acumulado em função dela uma considerável renda per capita (maior do Pará e uma das maiores do país).

## Etimologia
O nome do município tem origem bíblica e significa "Terra Prometida". A escolha do nome "Canaã", aconteceu, devido ao fato de que a população que morava na antiga vila CEDERE II era formada majoritariamente por cristãos protestantes. Estes cristãos, queriam de uma forma singular, agradecer a Deus pela "boa terra que lhes tinha dado naquele local". Desta forma, eles renomearam a vila CEDERE II como Canaã dos Carajás, em alusão a Canaã Palestina, prometida aos Hebreus por Deus.
O último nome, "Carajás", relaciona-se com o principal acidente geográfico e geológico do município (e da região sudeste do Pará), a Serra dos Carajás.

## História
A história de Canaã está desde sua origem intimamente ligada aos grandes projetos em curso na Amazônia Legal durante a ditadura militar no Brasil. Canaã esteve desde então à sombra do Projeto Grande Carajás, onde mesmo extinto, reflete constantemente na organização territorial em que a localidade se encontra.

### Colonização
O município de Canaã dos Carajás nasceu a partir de um assentamento agrícola. O Projeto de Assentamento Carajás, localizado na região sudeste do Pará, foi implantado a partir de 1982 pelo Grupo Executivo das Terras do Araguaia e Tocantins (GETAT), do Governo Federal.
O projeto vinha a calhar com os objetivos do Programa de Polos Agropecuários e Agrominerais da Amazônia (Polamazônia), inserido no Projeto Grande Carajás. Dois aspectos principais deveriam ser cumpridos, sendo que o primeiro era atenuar os conflitos pela posse da terra na região, principalmente na área conhecida como Bico do Papagaio; o segundo era o fornecimento de produtos hortifrutigranjeiros ao sudeste do Pará.
Ao longo de três anos, 1.551 famílias foram assentadas na área que ficou conhecida como Centro de Desenvolvimento Regional II (CEDERE II). Até 1985, 816 famílias haviam recebido o título definitivo de terra. Porém, naquele mesmo ano, as atividades de assentamento dos sem-terra terminam e o GETAT é extinto.

### Década de 1990 e emancipação
Embora o projeto tenha sido abandonado sem sua conclusão, a localidade experimentou um relativo crescimento, pois contou com a forte demanda por alimentos vinda de localidades como Parauapebas e Marabá. Tal prosperidade vinda da agricultura atraiu novos colonos para a comunidade do CEDERE.
O crescimento econômico e a demanda por mais serviços, reflexo do influxo populacional, sem contrapartida do governo de Parauapebas para prover as necessidades básicas, fez surgir um movimento organizado clamando por autonomia política para a localidade. Em pouco tempo a região do entorno do CEDERE II estava mobilizada pelo projeto de emancipação.
Em 5 outubro de 1994, através da lei estadual 5.860, a área que compreendia o projeto CEDERE II é desmembrada de Parauapebas, e passa a ser o município de Canaã dos Carajás. Entretanto o município só foi formalmente instalado com a posse de seus primeiros representantes, em 1º de janeiro de 1997.

### Projeto Sossego
Pouco tempo depois de sua emancipação, prospecções no subsolo de Canaã provaram que o município possuía grandes reservas de minerais como cobre, níquel, minério de ferro, ouro.
A mineradora Vale S.A. (ainda CVRD) iniciou a montagem da estrutura para extração do cobre ainda em 1999. Como consequência da grande estrutura exigida em tal processo, houve um fluxo muito grande de pessoas e capitais para a localidade. Sua população multiplicou-se por quatro em pouco mais de quatro anos, coincidindo justamente com o início da operacionalização da mina, em 2003/2004.
A mineração do cobre alçou Canaã ao posto de 2º maior exportador do estado do Pará entre 2009 e 2011. Espera-se que a entrada em operação do Projeto S11D eleve ainda mais a posição do município no ranking da exportação no Brasil.

## Economia
A economia de Canaã é basicamente voltada para a extração mineral, tendo a mineradora Vale, através da Mineração Serra do Sossego (subsidiária) para extração de cobre, como principal promotora do desenvolvimento econômico municipal.
A exemplo do que ocorreu com a exploração do ferro, do manganês e do ouro em Parauapebas (Serra dos Carajás), o início dos trabalhos da para a exploração do cobre do projeto Sossego em 2002, mobilizou a população de Canaã e de várias partes do território paraense e até de outros estados, em busca de trabalho. Por conta disso Canaã sofreu uma explosão populacional, saltando de pouco mais de 6.000 habitantes em 2000, para aproximadamente 25.000 habitantes em 2003.
O início da exploração comercial de Calcopirita (minério de cobre), em suas formas oxidada e sulfetada, pela Mineração Serra do Sossego, se deu em Julho de 2003. No solo do município é possível encontrar também diamantes, bauxita, níquel vermelho e ouro.
A agricultura é bastante significativa, fato que se explica remontando a história de Canaã, que surgiu como um projeto agrícola. No início de sua formação, era comum ver na área urbana a presença de pequenas hortas destinadas tanto ao consumo local, como dos municípios vizinhos. A agropecuária cresce notavelmente no município, fato que em 2008 o rebanho local chegou a um número aproximado de 25 mil cabeças, sendo que este era direcionado em quase sua totalidade para o corte e, em menor volume, para a produção de leite.
A indústria madeireira também tinha uma parcela expressiva na contribuição para a economia local, contudo esta está em claro declínio tende a se extinguir.
O comércio de Canaã não tem grande representatividade regional, mas localmente é uma atividade que traz relativo benefício ao município, pois contribui na circulação da renda na própria localidade.

## Infraestrutura

### Transportes
O acesso à Canaã é majoritariamente rodoviário, sendo que a principal via neste sentido é a PA-160, que conecta a cidade à Parauapebas e a Xinguara. O trecho entre Canaã e Parauapebas é asfaltado.
Outras vias importantes são as vicinais PA's Serra do Sossego e Canadá. A primeira dá acesso ao complexo S11D, e; a segunda dá acesso à Vila Canadá e a PA-279.
O município também é atravessado pelo Ramal Ferroviário Sudeste do Pará, um ramal ferroviário da Estrada de Ferro Carajás (EF-315). Este é dedicado somente ao transporte de cargas minerais, além de insumos e combustíveis para suporte ao projeto S11D.

### Ruas e avenidas
Os principais logradouros do município são a Avenida Weyne Cavalcante e a Avenida dos Pioneiros, que concentram a maior parte do fluxo de transito e a maioria dos estabelecimentos comerciais.

### Saúde
Canaã dispõe de dois hospitais para atender a população do município, sendo que o principal destes é o estabelecimento público Hospital Municipal Daniel Gonçalves (HMDG). O outro estabelecimento é privado, sendo o Hospital 5 de Outubro (H5O). Ainda existem diversas clínicas, centros, unidades e postos de saúde.

### Educação
Na educação superior, o município dispõe somente de polos (não existe campus) de universidades públicas, como é o caso da Universidade Federal do Sul e Sudeste do Pará, que oferece em período intervalar as licenciaturas em matemática e ciências naturais, e a Universidade Federal do Pará que oferta a graduação em administração publica, na modalidade EaD, através da Universidade Aberta do Brasil.
As instituições privadas ofertam somente cursos na modalidade EaD.

## Gestores
- Cimar Gomes da Silva (PSDB, 1997-2000), eleito com 1.621 - 38,94% dos votos;
- Anuar Alves da Silva (PDT, 2001-2004), eleito com 1.934 - 42,44% dos votos;
- Joseilton do Nascimento Oliveira (PT, 2005-2008), eleito com 4.982 - 43,05% dos votos;
- Anuar Alves da Silva (PDT, 2009-2012), eleito com 4.974 - 37,22% dos votos;
- Jeová Gonçalves de Andrade (PMDB, 2013-2016), eleito com 10.915 - 58,08% dos votos;
- Jeová Gonçalves de Andrade (PMDB, 2017-2020), reeleito com 21.643 - 65,84% dos votos;
- Josemira Raimunda Diniz Gadelha (MDB, 2021-2024), eleita com 18.535 - 60,26% dos votos.